# نترو
نترو (به ایتالیایی: Netro) یک کومونه در ایتالیا است که در استان بیه‌لا واقع شده‌است.

## خصوصیات
نترو ۱۲٫۶ کیلومترمربع مساحت و ۱٬۰۱۰ نفر جمعیت دارد و ۶۰۶ متر بالاتر از سطح دریا واقع شده‌است.